# Blanca Paloma

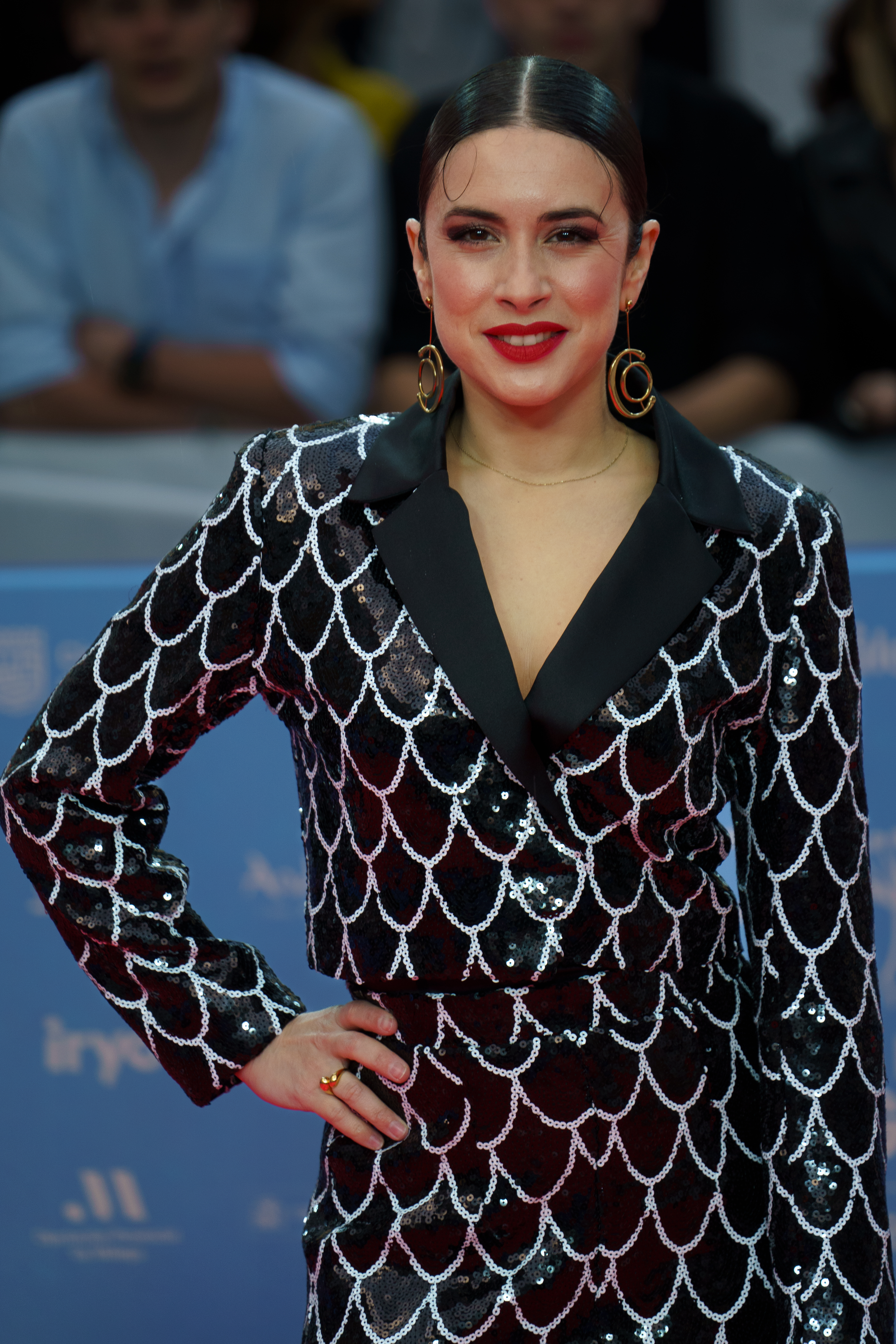
Blanca Paloma im März 2025

Blanca Paloma Ramos Baeza (* 9. Juni 1989 in Elche, Spanien), bekannt als Blanca Paloma, ist eine spanische Sängerin. Sie hat Spanien beim Eurovision Song Contest 2023 mit ihrem Lied Eaea vertreten.

## Leben und Karriere
Blanca Paloma wuchs in Elche in der Comunidad Valenciana auf. Ihr Studium der Schönen Künste an der Universität Miguel Hernández Elche schloss sie mit einem Bachelor ab. 2013 zog sie nach Madrid, um dort eine künstlerische Karriere zu verfolgen. Unter anderem arbeitete sie für den TV-Sender RTVE, für den sie Soundtracks für Serien komponierte und Bühnenprogramme gestaltete.
2022 nahm sie am Benidorm Fest, dem spanischen Vorentscheid für den Eurovision Song Contest, mit dem Lied Secreto de agua teil und belegte im Finale mit 61 Punkten den fünften Platz. Im folgenden Jahr nahm sie erneut am Benidorm Fest teil, das sie am 4. Februar 2023 mit 169 Punkten für sich gewinnen konnte. Dadurch durfte sie Spanien mit ihrem Lied Eaea beim Eurovision Song Contest 2023 in Liverpool vertreten. Im Finale belegte sie den 17. Platz.

## Diskografie

### Singles
- 2021: Secreto de agua
- 2022: Niña de fuego
- 2022: Eaea
- 2023: Plumas de nácar
- 2023: Jaleo